# Iðavöllr

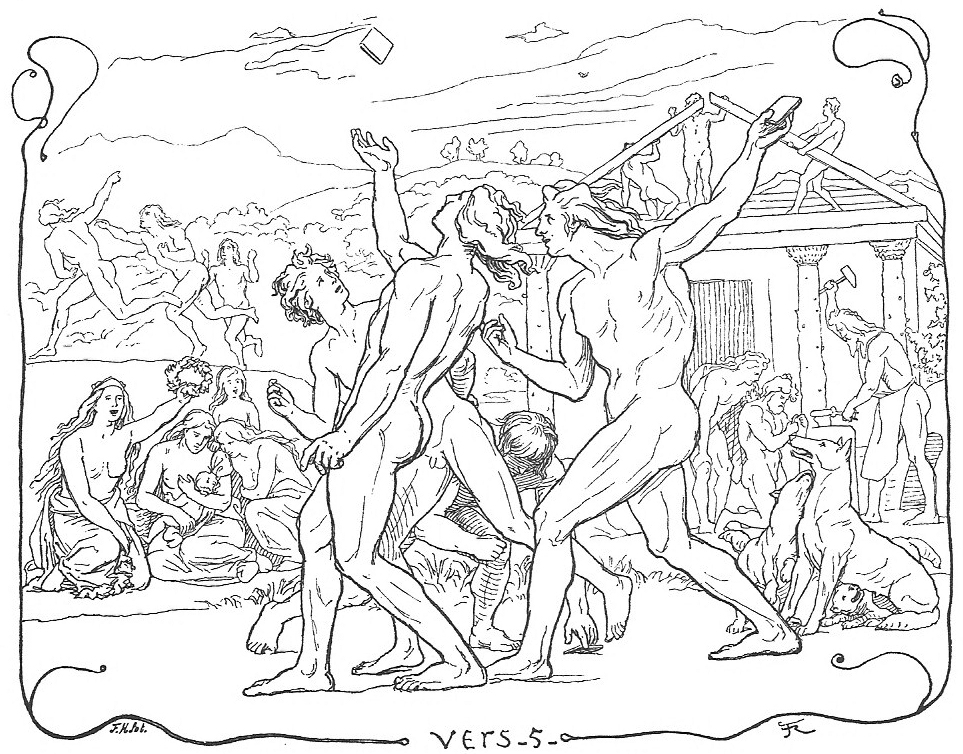
Los dioses construyen y juegan alegremente, como se describe en las primeras estrofas de Völuspá.

En la mitología nórdica  Iðavöllr (que probablemente significa en nórdico antiguo: Campo de las hazañas) es un lugar mencionado en dos oportunidades en Völuspá, Edda poética, como punto de encuentro de los dioses. Es citado primero, al comienzo del poema durante la creación del mundo, como una mítica planicie en donde está construido el Asgard, la morada de los dioses Æsir.

En Iðavöllr se reunieron | los poderosos dioses,

Santuarios y templos | erigieron altos; 

Crearon fraguas, y | forjaron de las menas, 

Forjaron tenazas, | y crearon herramientas.

Völuspá, estrofa 7, Edda poética.

Iðavöllr vuelve a ser mencionado al final del poema, luego de los eventos del Ragnarök. Nuevamente es el lugar de reunión de los dioses, sin embargo muchos murieron en los eventos anteriores, durante la batalla. Los sobrevivientes construyen una nueva ciudad en Iðavöllr:

Los dioses en Iðavöllr | se reunieron, 

De la terrible sierpe | de la tierra, hablaron

Y el poderoso pasado | recordaron,

Y las antiguas runas | del Regente de los Dioses.

Völuspá, estrofa 60, Edda poética.